# Arno Krause

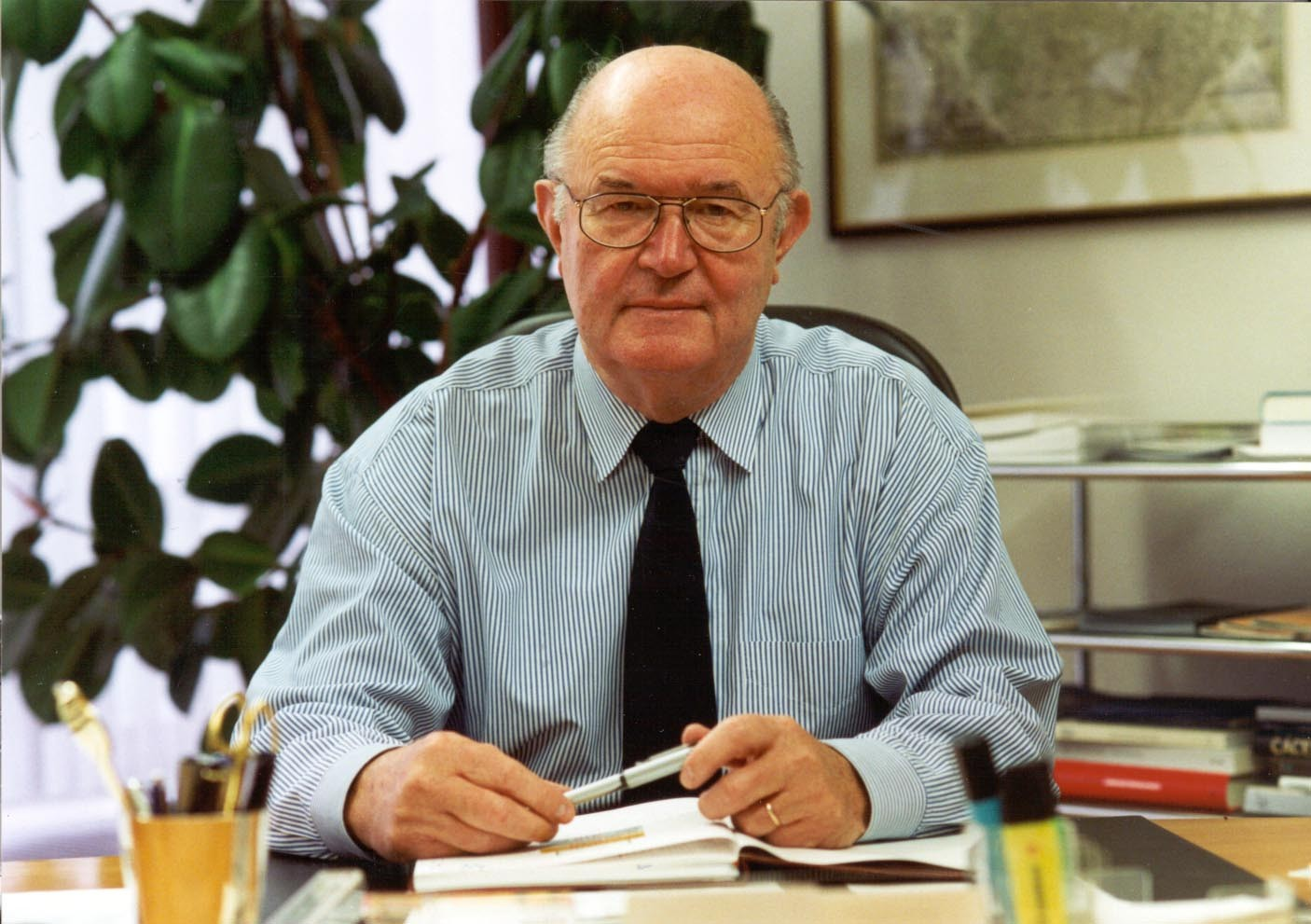
Porträt Arno Krause (2000)

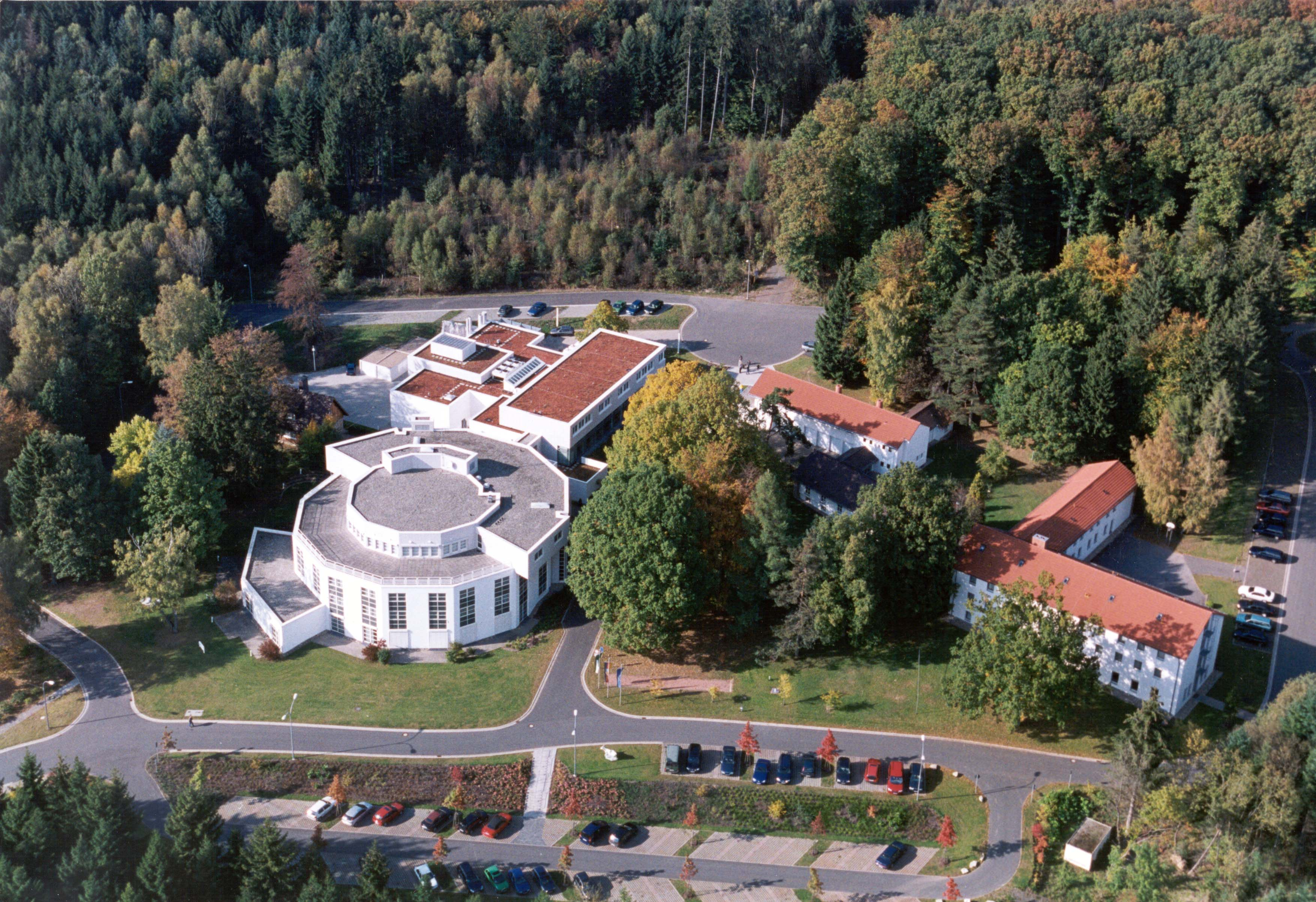
Europäische Akademie Otzenhausen (2002)

Arno Krause (* 2. Mai 1930 in Saarbrücken; † 12. Januar 2018 ebenda) war Gründer und Vorstandsvorsitzender der Europäischen Akademie Otzenhausen.

## Biografie
1948 schloss er eine berufliche Ausbildung als Bankkaufmann ab. In diesem Beruf war er danach bis 1951 tätig. 1949 gründete er gemeinsam mit Gleichgesinnten die saarländische Sektion der Europa-Union in Deutschland, in deren Nachwuchsorganisation „Jugend der Europa-Union im Saarland“ er erster Vorsitzender wurde.
1951–1955 war er Generalsekretär der „Europa-Union im Saarland“. Im gleichen Zeitraum zeichnete er verantwortlich für Planung und Bau des neuen „Europa-Hauses Otzenhausen“; nach dessen Fertigstellung leitete er den Betrieb dieser Begegnungsstätte für die europäische Jugend.
1957–1959 war Krause Stv. Bundesvorsitzender der Jungen Europäischen Föderalisten Deutschland. Im gleichen Zeitraum war er als Referent für politische Bildung im Generalsekretariat der Europa-Union Deutschland in Bonn tätig. Seit 1959 war er Mitglied im Direktorium des Institut für Europäische Politik, das als gemeinnützige Organisation das Ziel verfolgt, die europäische Integration zu fördern. Krause war 1962 Mitbegründer der „Internationalen Föderation der Europa-Häuser“ (FIME), ein Zusammenschluss von europaweit agierenden europäischen Bildungsstätten.
1962 wurde er zum saarländischen Landesvorsitzenden der Europa-Union Deutschland gewählt; dieses Amt bekleidete er bis 1993. 1964 wurde er Vizepräsident der Europa-Union Deutschland.
1969 übernahm Krause den Vorsitz im Aufsichtsrat der Asko Deutsche Kaufhaus AG und initiierte in dieser Eigenschaft die seit 1990 bestehende Asko Europa-Stiftung. Von 1990 bis 2005 war er Vorsitzender des Kuratoriums dieser Stiftung, die die Ziele der Europäischen Akademie Otzenhausen finanziell unterstützte. In den Folgejahren übernahm er zahlreiche weitere Ehrenämter, die dem Gedanken eines zusammenwachsenden Europa verpflichtet waren. Von 1995 bis 2012 war Krause als Vorsitzender des Vorstandes seiner Akademie tätig.
Leitgedanke Krauses war es von frühesten Zeiten her, das Zusammenwachsen der europäischen Einzelstaaten hin zu einem vereinten Europa zu fördern. Dabei war ihm klar, dass der Erfolg abhängig war von Bildung und Information der Menschen, insbesondere von jungen Leuten. Seine weitere wichtige Erkenntnis war die Prozesshaftigkeit des Zusammenwachsens. Krause setzte beide Erkenntnisse um, indem er Mitte der 50er Jahre in Otzenhausen das „Europahaus“ baute.

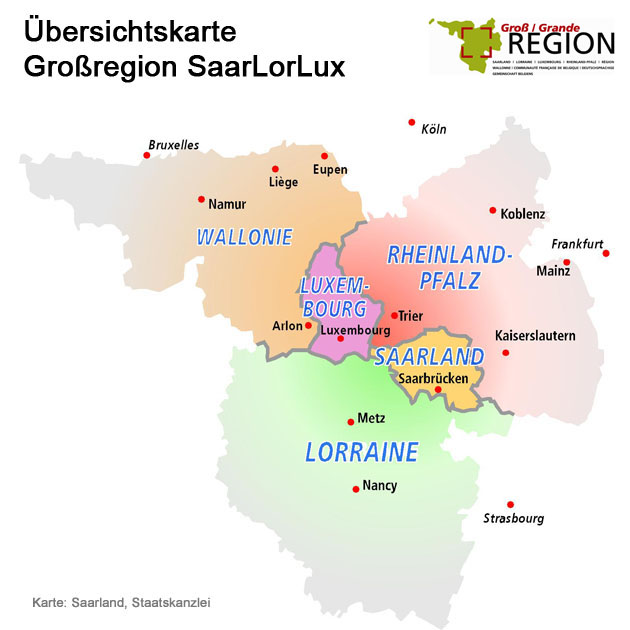
Übersichtskarte der europäischen Großregion

Neben seinem gesamteuropäisch orientierten Leitgedanken widmete er sich verstärkt dem Zusammenwachsen einer europäischen Kernregion, der Saar-Lor-Lux-Region. Diese Region (Saarland, Lothringen, Luxemburg) versteht sich gemeinsam mit dem belgischen Landesteil Wallonien und dem angrenzenden westlichen Bereich von Rheinland-Pfalz als Keimzelle einer großregionalen, grenzüberschreitenden neuen Identität. Neu geschaffene politische, kulturelle und gesellschaftliche Strukturen, an deren Entstehen Krause in zahlreichen Fällen maßgeblich beteiligt war, eröffnen für die Bevölkerung dieser so genannten Großregion (11 Millionen Einwohner) die Möglichkeit zum alltäglichen länderübergreifenden Austausch.
Arno Krause verstarb am 12. Januar 2018  nach schwerer Krankheit in Saarbrücken.

## Ehrungen – Auszeichnungen
- 1969  Verleihung der Europa-Union-Medaille
- 1970  Robert-Schuman-Medaille in Silber
- 1976  Verdienstkreuz am Bande der Bundesrepublik Deutschland
- 1977  Ritter des Ordens von Oranje-Nassau
- 1982  Croix de Chevalier de l’Ordre national du Mérite
- 1982  Offizier des Verdienstordens des Großherzogtums Luxemburg
- 1984  Medaille des Generalsekretärs des Europarates „Pro Merito“
- 1996  König-Georg-von-Podiebrad-Medaille (Prag)
- 1998  Ehrendoktor der Philosophie (Akademie des Heiligen Cyril, Malta)
- 1999  Erste Karl IV. Medaille (Karl IV.), Mitglied im Ehrenrat des Kuratoriums des Kuratoriums des Europa-Zentrums (Prag), Ehrenrat der Europäischen Akademie (Jihlava)
- 2000  Saarländischer Verdienstorden
- 2000  Officier de l’Ordre National de Mérite
- 2000  Mérite Européen in Gold
- 2003  Orden der Stadt Warschau
- 2004  Europa-Union-Medaille in Gold mit Stern
- 2004  Komturkreuz mit Stern der Republik Polen
- 2009  „Einheits-Preis - Bürgerpreis zur Deutschen Einheit“ der Bundeszentrale für Politische Bildung
- 2010  Ernennung zum Chevalier du Tastevin durch Le Grand Connétable, Louis-Marc Chavignard, Confrèrie des Chevaliers du Tastevin
- 2011  Eugen-Berl-Medaille – Bürgerpreis des SPD-Kreisverbandes St. Wendel
- 2012  Willy-Brandt-Medaille in Würdigung der Verdienste Krauses um die Europäische Union

In der Gemeinderatssitzung der Gemeinde Nonnweiler, vom 29. Juni 2017, wurde für Krause die Ehrenbürgerschaft der Gemeinde verliehen.